# Солдатеня
«Солдатеня» — радянський короткометражний чорно-білий телефільм 1972 року за однойменною повістю Чингіза Айтматова. Дебютна робота режисера Ельдора Уразбаєва. На VI-му Всесоюзному фестивалі телефільмів у Тбілісі 1976 року, фільм удостоєний призу Союзу кінематографістів СРСР: «за хвилююче розкриття теми пам'яті героїв Великої Вітчизняної війни у телефільмі».

## Сюжет
1946 рік. У глухому киргизькому аулі з мамою і бабусею живе п'ятирічний Авалбек, батька у нього немає — він не повернувся з війни. Якось в аул приїжджає кінопересувка й весь аул, що збігся дивитися кіно, з напругою стежить за боєм артилеристів з фашистським танком. І раптом маленький Авалбек «впізнає» свого батька в солдаті, що йде з гранатою на фашистський танк. І ніхто не посмів засміятися або переконати у зворотньому хлопчика… І кіномеханік, і фронтовик-фотограф, і старі чабани, та й всі жителі аулу — чуйні і шанобливо уважні до його віри.

## У ролях
- Шайлоо Сагинбаєв — Авалбек
- Таттибюбю Турсунбаєва — мати Авалбека
- Сабіра Кумушалієва — бабуся Авалбека
- Кубатбек Жусубалієв — фотограф
- Нуржуман Іхтимбаєв — епізод
- Совєтбек Джумадилов — епізод

## Знімальна група
- Режисер — Ельдор Уразбаєв
- Сценарист — Еркін Борбієв
- Оператор — Марат Дуганов
- Композитор — Едуард Хагагортян
- Художник — Джамбул Джумабаєв